# Eriothrix penitalis
Eriothrix penitalis är en tvåvingeart som först beskrevs av Daniel William Coquillett 1897.  Eriothrix penitalis ingår i släktet Eriothrix och familjen parasitflugor. Inga underarter finns listade i Catalogue of Life.